# レイシア・クラレンドン
レイシア・レネー・クラレンドン (Layshia Renee Clarendon、1991年5月2日 - ）は、アメリカ合衆国のプロバスケットボール選手。現在は、シューティングガードとして、WNBAのミネソタ・リンクスに所属している。
アメリカ合衆国カリフォルニア州サンバーナーディーノの出身で、カリフォルニア大学バークレー校 (UCバークレー)でのプレーが評価され、2013年のドラフト9位でインディアナ・フィーバーに指名された。
クラレンドンはWNBAにおいて、ノンバイナリーとトランスジェンダーであることを公言した最初の選手である。

## 選手成績

### 大学
| Year    | Team         | GP  | Points | FG%  | 3P%  | FT%  | RPG | APG | SPG | BPG | PPG  |
| ------- | ------------ | --- | ------ | ---- | ---- | ---- | --- | --- | --- | --- | ---- |
| 2009–10 | UCバークレー | 37  | –      | 36.2 | 26.2 | 78.7 | 4.5 | 2.3 | 0.8 | 0.1 | 8.9  |
| 2010–11 | UCバークレー | 34  | 450    | 40.0 | 33.7 | 69.6 | 5.4 | 3.5 | 1.5 | 0.1 | 13.2 |
| 2011–12 | UCバークレー | 35  | 449    | 41.3 | 32.7 | 69.8 | 3.9 | 2.6 | 1.5 | 0.1 | 12.8 |
| 2012–13 | UCバークレー | 36  | 590    | 45.2 | 32.5 | 66.5 | 4.0 | 2.8 | 1.7 | 0.1 | 16.4 |
| 通算    | UCバークレー | 142 | 1489   | 41.0 | 31.3 | 69.7 | 4.4 | 2.8 | 1.4 | 0.1 | 10.5 |

出典

### WNBA
| Year | Team                      | GP  | MPG  | FG%  | 3P%  | FT%  | RPG | APG | SPG | BPG | PPG  |
| ---- | ------------------------- | --- | ---- | ---- | ---- | ---- | --- | --- | --- | --- | ---- |
| 2013 | インディアナ              | 30  | 19.4 | 33.1 | 25.9 | 40.9 | 1.8 | 1.8 | 0.5 | 0.0 | 4.2  |
| 2014 | インディアナ              | 29  | 13.7 | 40.2 | 31.6 | 70.8 | 1.4 | 1.2 | 0.4 | 0.0 | 4.2  |
| 2015 | インディアナ              | 29  | 20.8 | 44.5 | 40.6 | 76.5 | 2.7 | 2.0 | 0.7 | 0.0 | 6.7  |
| 2016 | アトランタ                | 34  | 28.2 | 46.6 | 34.6 | 76.5 | 4.3 | 3.5 | 0.7 | 0.1 | 10.4 |
| 2017 | アトランタ                | 34  | 29.8 | 37.8 | 18.0 | 87.9 | 3.8 | 6.6 | 0.9 | 0.1 | 10.7 |
| 2018 | アトランタ/コネティカット | 33  | 16.6 | 40.1 | 10.0 | 81.1 | 1.8 | 2.2 | 0.5 | 0.0 | 4.8  |
| 2019 | コネティカット            | 9   | 15.3 | 41.9 | 100  | 85.7 | 2.4 | 2.1 | 0.3 | 0.0 | 6.2  |
| 2020 | ニューヨーク              | 19  | 26.1 | 46.5 | 34.1 | 87.3 | 2.5 | 3.9 | 0.9 | 0.0 | 11.5 |
| 通算 |                           | 217 | 21.8 | 41.2 | 28.8 | 79.4 | 2.7 | 3.0 | 0.6 | 0.0 | 7.3  |

出典

### アメリカ合衆国代表
クラレンドンは、2009年にバンコクで行われたFIBAワールド・チャンピオンシップU19においてアメリカ合衆国代表に選ばれた。クラレンドンは1試合平均4.5点を記録。アメリカ合衆国代表は優勝を果たした。
2018年にはFIBA女子バスケットボール・ワールドカップのアメリカ合衆国代表として6試合に出場。アメリカ合衆国代表は優勝を果たした。

## 社会運動
様々な社会問題に対する活発な啓蒙活動でも知られており、特にLGBTQ+コミュニティに関する講演や執筆活動などを行なっている。
クラレンドンはトランスジェンダーおよびノンバイナリーを自認しており、また異性愛者でないことも公表している。クラレンドンの公表に対し、WNBAのコミッショナー、キャシー・エンゲルバートも支持を表明しており、「レイシアがWNBAの一員であることを誇りに思う。レイシアの声と継続的な啓蒙は多くのノンバイナリーの人やトランスジェンダーの人を勇気付ける」と答えた。ニューヨーク・リバティ、およびWNBAの選手組合もクラレンドンのトランジションを支持することを発表している。
また、WNBAに対して、積極的に社会問題に関わるよう働きかけを行なっていることで知られている。WNBAは2014年にアメリカ合衆国のプロスポーツ・リーグで初めてLGBTQ+を支持する立場を公表するなど、進歩的であることで知られる。2020年の夏には、黒人に対する構造的な暴力の撤廃を訴えたブラック・ライヴズ・マターが社会に広がり、クラレンドンをはじめとした選手たちがWNBAを通して継続的にメッセージを発した。特に、同年3月にブリオナ・テイラーが警察官に射殺された事件を取り上げ、人種差別によって命をなくした女性を忘れないための#SayHerName（彼女の名前を言おう）キャンペーンを通して社会変革を訴えかけた。

## 私生活
クラレンドンはキリスト教徒であることも知られている。シスジェンダーでないことや異性愛者でないことなどを理由にキリスト教から排除される中でキリストの教えを信じる可能性について答えている。
2017年にはジェシカ・ドランと結婚し、2020年には第一子が生まれたことを発表した。